# 기르하르트 드 루시용

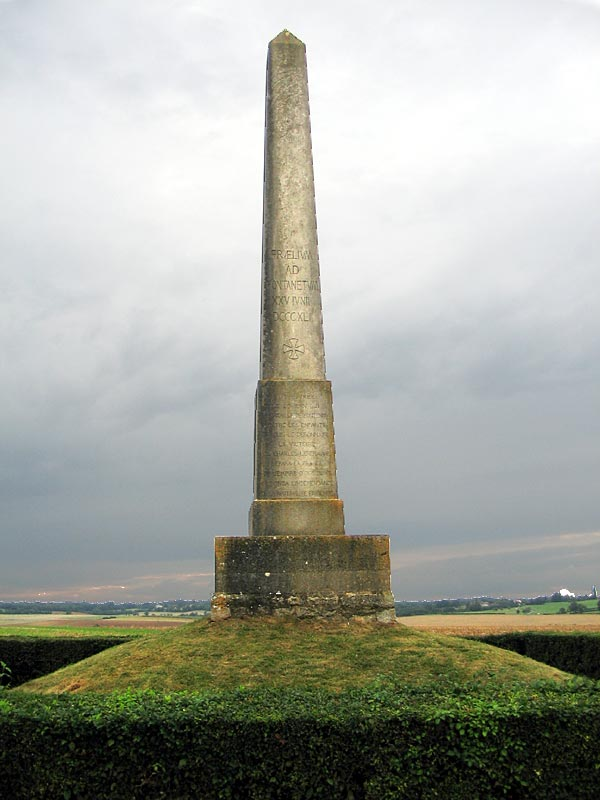
퐁트누아 전투(841년) 기념비

기르하르트 루시용(Girhart de Roussillon, 810년 ~ 877년 / 879년 3월 4일) 또는 제라르 2세(Gérard II)는 부르군트족 귀족 출신 프랑크 왕국의 파리백작이자, 비엔나백작, 페젠삭백작(Count of Fezensac)이다. 로타리우스 1세의 처제 베르타의 남편이다. 로타르 1세의 아들 프로방스의 카롤루스, 로타르 2세의 대리인으로 프로방스 지역을 통치하였다. 또한대머리 카롤루스 2세 칼부스의 반대자였다.
로타르 2세 사망 직후 프로방스를 차지하려던 카롤루스 2세 칼부스에게 저항하여 실패하게 했고, 870년 8월 메르센 조약부터 이듬해 1월까지 이 지역을 차지하려던 카롤루스 2세 칼부스에게 저항하였다.
실제로는 경건왕 루트비히와 로타리우스 2세, 대머리 카롤루스 2세 칼부스 시대의 사람인데, 중세 이후의 문헌에서는 카롤루스 마르텔, 카롤루스 대제와 같이 활동한 것으로 오인되기도 했다. 롤랑의 노래와 샤를마뉴의 12기사단에 나오는 제라르 드 루시용은 기르하르트 루시용을 모델로 한 인물이다.

## 생애
파리백작이자 페젠삭백작인 리우트하르트 1세와 그의 처 그림힐디스(Grimildis)의 아들이다. 기르하르트는 본래 루시용 출신으로 나타나지는 않는다. 그러나 그가 루시용의 기르하르트, 루시용의 제라르라는 별명을 얻게 된 것은 빅스와 샤티용 수 센느(Châtillon-sur-Seine)와 코트도르 주(Côte-d'Or) 근처에 지은 몬트 로시스(Mont Lassois)에서 유래한 것이다.

할아버지 기르하르트 1세 파리스가 샤를마뉴 대제 시대의 어느 시점에 파리백작에 임명되었다. 이후 그의 아버지 리우트하르트 1세(? ~ 813), 큰아버지 스테판(754~811/815), 삼촌 파리의 베고(? ~ 816)가 차례로 파리백작직을 계승했다.
삼촌 파리의 베고의 딸 수산나(Susanna)는 울프하르트 팔라빙기(Wulfhard Flavigny)와 결혼, 카롤루스 2세 칼부스 시대에 잠시 파리백작을 역임했으며, 말더듬이 루트비히의 첫 부인 파리의 아델라이드의 친정아버지인 아달하르트 파리스의 어머니가 된다. 삼촌 베고의 다른 딸 엔젤트루드(Engeltrude)는 프리울리의 운로우크 2세(Unruoch II of Friuli)와 결혼, 베렝가리오 1세의 할머니가 된다.
843년 투르백작 우고 투르(Hugh of Tours)의 딸 투르 출신 투르의 베르타 또는 베르트라다와 결혼, 로타리우스 1세의 정비 투르의 에르망가르트의 여동생에 해당된다.
시민 전쟁 중 841년 퐁트누아 엔 비세(Fontenoy-en-Puisaye)의 전투에 로타르 1세를 따라 종군한 것이 알려졌다. 이때 그는 로타르 1세를 따라 엑상 프로방스에서 활동하였다. 그해, 왕국 서부 영지에 있던 파리백작위를 잃었다.
로타르 1세의 측근으로 활동하던 그는 이후에도 처조카인 프로방스의 카롤루스, 로타르 2세의 대리인으로 활동했다.
855년 기르하르트는 로타르 1세의 아들 프로방스의 카롤루스가 프로방스와 부르군트의 왕이 되면서 프로방스 총독(ducibus debebantur Provence)으로 부임하였다. 기르하르트는 아마도 프로방스의 북쪽 지역의 지배자 자리를 원하고 있었던 것으로 추정되며, 863년 프로방스와 부르군트의 왕 프로방스의 카롤루스가 사망하고, 형제 로타르 2세가 그 자리를 물려받은 뒤에도 계속 프로방스 총독직에 유임되었다. 그는 로타르 2세가 사망하는 869년까지 프로방스 지역을 관리하고 있었다.
869년 로타르 2세가 죽고 서프랑크 왕국의 카롤루스 2세 발부스가 프로방스를 얻으려고 했지만, 기르하르트와 베르타는 프로방스지역을 방어했고, 카롤루스 대머리왕의 프로방스 획득은 실패하였다.
870년 8월 8일 메르센 조약으로 루도비쿠스 2세 게르마니쿠스가 리옹, 비엔나를 카롤루스 2세 칼부스에게 양도하자, 기르하르트는 대머리 카롤루스에게 저항했고, 대머리 카롤루스는 이때 리옹과 비엔나지역을 빼앗아, 자신의 후처 리첼다의 친정오라비 프로방스의 보소 5세에게 넘겨준다. 871년 1월까지 대머리 카롤루스에게 저항하다가 항복하였다.871년 말 아내 베르타 투르와 함께 아비뇽으로 은퇴하였으며, 877년 3월 4일 혹은 879년 3월 4일에 사망했다.

## 전설상의 이야기
860년대 기르하르트의 일대기를 바탕으로 베츨레 성당의 한 수도사가 비타 기르하디 디 루시용(Vita Girardi de Roussillion)이라는 무훈시를 남겼다. 내용은 프로방스의 방언이 섞인 중세프랑스어로 쓰였다. 1878년 루마니아의 P. 마이어는 이 수도사의 저서를 근거로 루시용의 기르하르트의 생애 라는 작품을 썼다.
그의 존재는 프로방스와 부르고뉴에서 전설처럼 전해졌는데, 문학 작품의 소재가 되었다. 후일 그의 이야기는 와전되어 그가 카롤루스 마르텔에게 저항한 인물 혹은 샤를마뉴 대제 휘하의 12기사단의 한 사람으로 전해지기도 했다. 이는 그대로 중세 무훈시에, 그를 모델로 한 샤를마뉴의 12기사단원 제라르 드 루시용이라는 반신화적인 인물이 탄생되었다. 14세기의 로맨스 작품에도 그의 이름이 등장한다.
그는 카를 마르텔에 저항하는 기란 드 몬구란(Garin de Monglane)의 아들 기르하르트, 샤를마뉴의 12기사단원으로 샤를마뉴를 따라 이교도 군대와 싸우며, 비엔나를 탈환한 제라르 드 루시용이라는 반신화적인 인물들의 모델이 되기도 했다.